# Direction de l'hydrographie et de la navigation (Brésil)
La Direction de l'hydrographie et de la navigation (en portugais : Diretoria de Hidrografia e Navegação (DHN) est une organisation militaire de la marine brésilienne chargée de la navigation et des projets liés à la zone maritime et fluviale du Brésil. Son siège est à Niteroi, dans l'État de Rio de Janeiro. Ce service fournit des données océanographiques, des prévisions météorologiques, des cartes marines des zones sous sa juridiction et coordonne et développe la recherche hydro-océanographique et météorologique de manière autonome ou en partenariat avec des institutions publiques et privées.
La DHN dépend de la Base hydrographique de la marine de Niterói (BHMN), du Centre d'hydrographie de la marine (CHM), du Centre de signalisation et de réparation nautiques Almirante Moraes Rego (CAMR) et du Groupement de navires hydro-océanographiques (GNHO), ainsi que plusieurs navires de recherche et de soutien, dont le NApOc Ary Rongel (H-44), qui ravitaille la base antarctique Comandante Ferraz.
Les navires soumis au GNHo sont maintenus au plus haut degré de préparation aux activités de sécurité hydro-océanographique et de sécurité de la navigation. Depuis le 1er octobre 2004, lors de son inauguration, les navires relevant du GNHo disposent d’un amarre fixe qui facilite leur approvisionnement en eau potable, en énergie, téléphonie, données, réseau incendie et barrières de confinement pour la préservation de l'environnement. Ils soutiennent le programme antarctique brésilien (PROANTAR Brazilian Antarctic Program (en).

## Flotte
- NPo Almirante Maximiano (H-41)
- NOc Antares (H-40)
- NPqHo Vital de Oliveira (H-39)
- NHo Cruzeiro do Sul (H-38)
- NHo Garnier Sampaio (H-37)
- NHo Taurus (H-36)
- NHo Amorim do Valle (H-35)
- NHi Sirius (H-21)

Brise-glaces :
- NApOc Ary Rongel (H-44)

Bateau de service aux phares :
- NHF Almirante Graça Aranha (H-34)

## Galerie

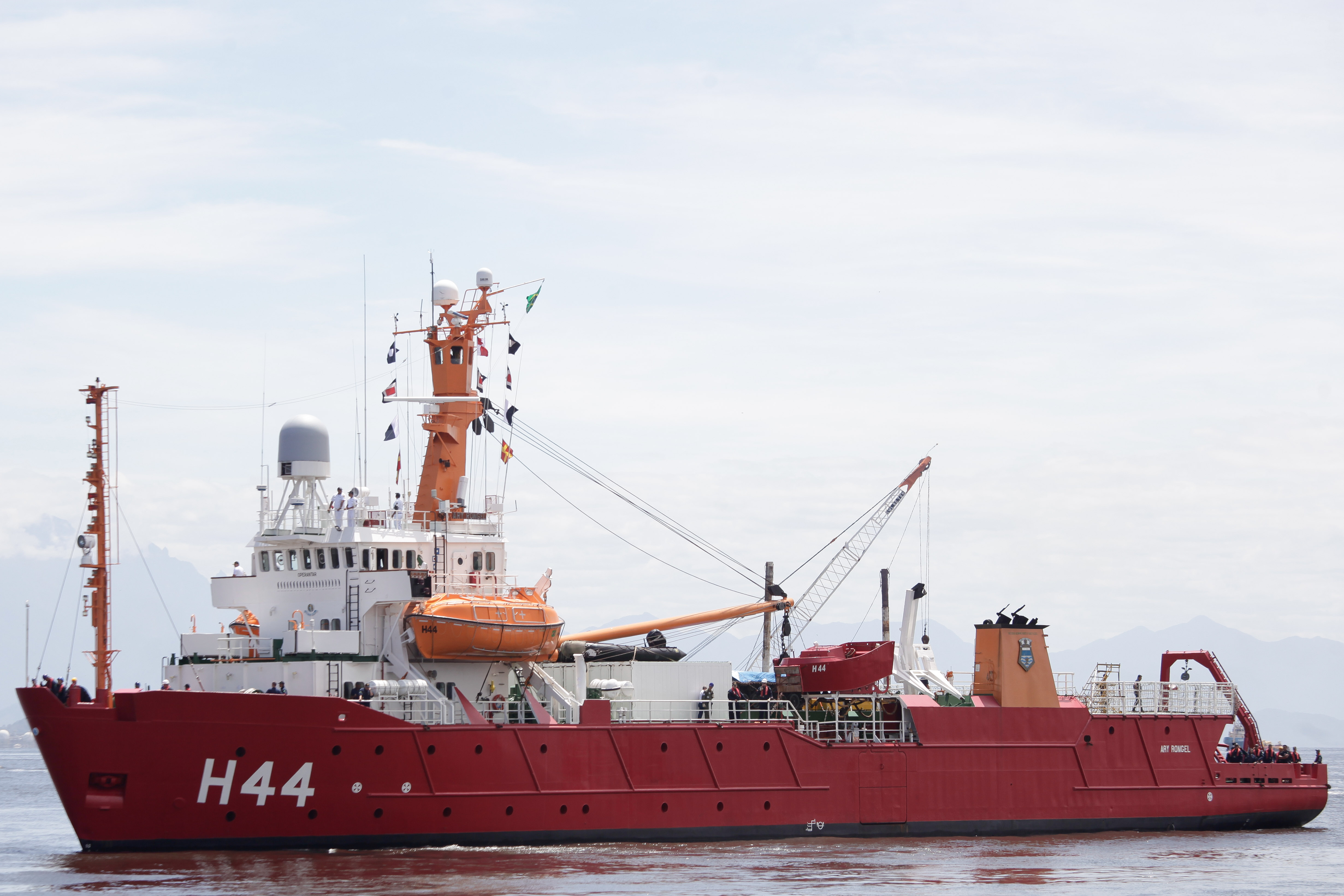
Ary Rongel
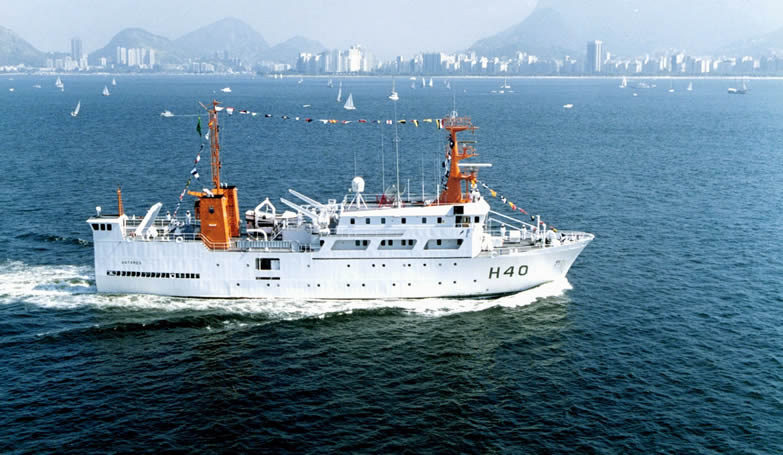
Antares
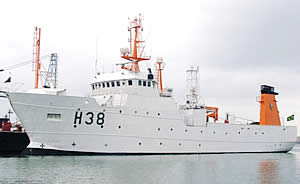
Cruzeiro do Sul
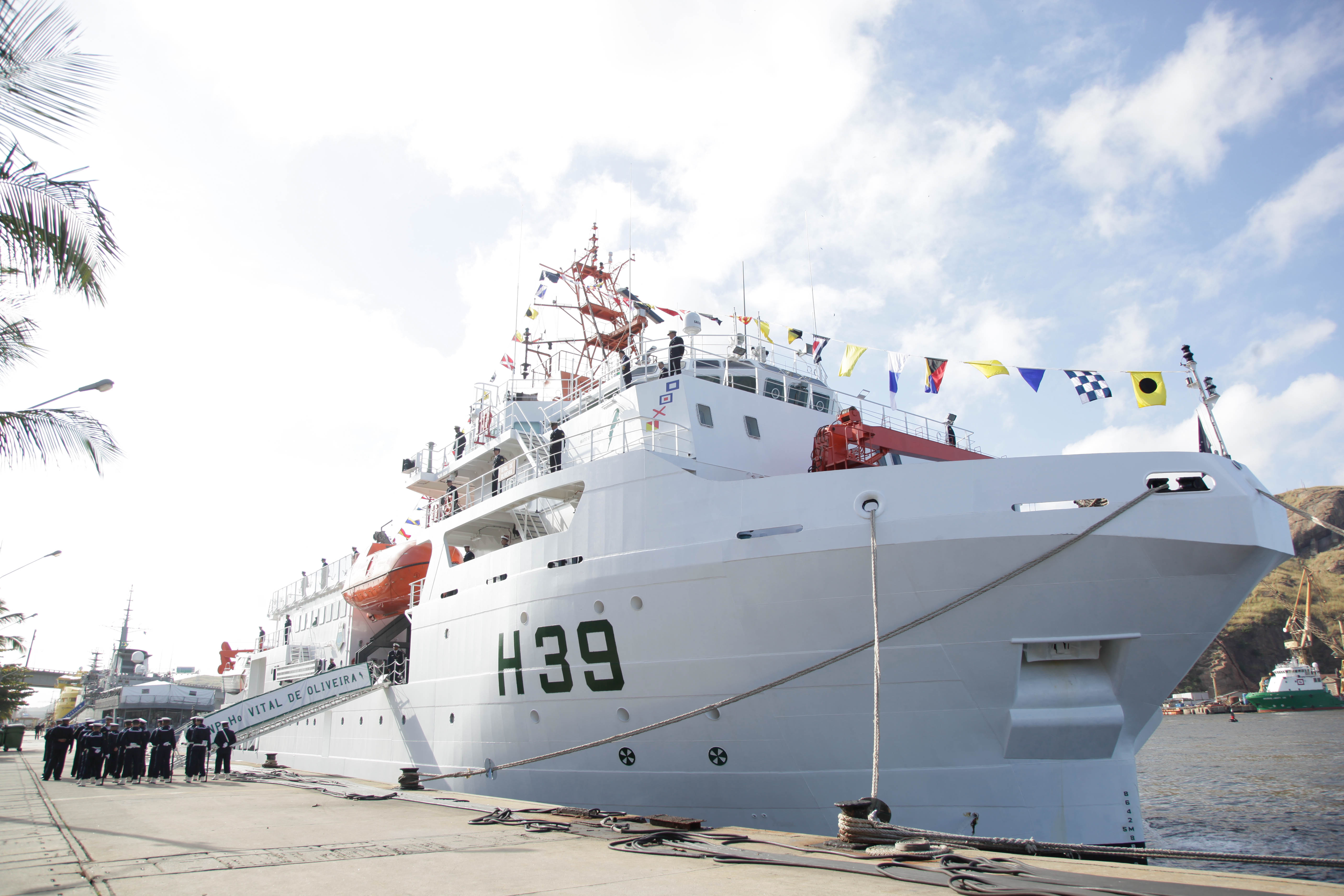
Vital de Oliveira

### Note et référence
- (Pt) Cet article est partiellement ou en totalité issu de l’article de Wikipédia en portugais intitulé « Diretoria de Hidrografia e Navegação » (voir la liste des auteurs).